# Thomas Bowdler
Thomas Bowdler (* 11. Juli 1754 in der Nähe von Bath; † 24. Februar 1825 in Wales) war ein englischer Arzt, der eine nach moralischen Zensurkriterien bereinigte Ausgabe der Werke von William Shakespeare veröffentlichte. Dieses Vorgehen rief unter Zeitgenossen beträchtliche Kritik und Belustigung hervor. Seitdem hat der Ausdruck to bowdlerise oder bowdlerize Eingang in die englische Sprache gefunden, womit eine prüde Form der Medienzensur gemeint ist.

## Leben
Bowdler wuchs als Sohn eines wohlhabenden Vaters auf und studierte Medizin an der Universität Saint Andrews und in Edinburgh. Nach Abschluss seines Studiums im Jahr 1776 verzichtete er jedoch darauf zu praktizieren und widmete sich stattdessen der Sache der Gefängnisreform.
Es wird angenommen, dass er mit Dr. Bowdler, einem starken englischen Schachspieler der 1780er Jahre, identisch ist. Von Bowdler sind insbesondere acht Partien erhalten geblieben, die er gegen den berühmtesten Schachmeister des 18. Jahrhunderts, François-André Danican Philidor, austrug. Philidor spielte diese Partien unter Bauernvorgabe oder gleichzeitig blind gegen zwei oder drei Gegner. Bowdler gewann von diesen Partien zwei, verlor drei und erreichte dreimal remis. In einer überlieferten Partie gegen Conway im Jahr 1788 gelang Bowdler erstmals eine Kombination mit einem doppelten Turmopfer.
Im Jahr 1818, nachdem sich Bowdler auf die Isle of Wight zurückgezogen hatte, veröffentlichte er die Ausgabe des Family Shakespeare, die einen beträchtlichen Verkaufserfolg erlebte. Er unternahm daraufhin mit geringerem Erfolg die Herausgabe der Werke des Historikers Edward Gibbon.
Seine letzten Lebensjahre verbrachte Bowdler im südlichen Wales, wo er auch starb. Seine große Bibliothek, die sich teilweise aus Beständen seiner Vorfahren zusammensetzte, vermachte er einer walisischen Universität.

## Die Shakespeare-Ausgabe
Bowdler war zu der Überzeugung gelangt, dass eine unter „familienfreundlichen“ Kriterien bereinigte Fassung das Werk von Shakespeare einem größeren Leserkreis zugänglich machen werde. Im Jahr 1807 wurde eine erste Fassung in vier Bänden publiziert, die 24 Theaterstücke enthielt. Die Redaktionsarbeit hatte seine Schwester Henrietta erledigt, die aber vermutlich aus Pietätsgründen nicht genannt wurde. Danach folgte 1818 die zehnbändige Ausgabe The Family Shakespeare, die mit dem Hinweis versehen war, dass „diejenigen Worte und Ausdrücke weggelassen sind, die schicklicherweise nicht in einer Familie vorgelesen werden können“. Jedes Theaterstück war mit einer Einführung versehen, in der Bowdler die Texteingriffe zusammenfasste und erläuterte. Bis 1850 wurden elf Auflagen gedruckt.
Bei aller Kritik, die das Verfahren aus heutiger Sicht hervorruft, ist zu bedenken, dass bereits vor Bowdler ähnliche Bearbeitungen vorgekommen waren. Letztlich erfüllte die Edition den Zweck, Hindernisse für das Studium abzubauen und den Shakespeare-Werken eine erweiterte Leserschaft speziell unter jungen Menschen zu erschließen. Ausdrücklich verzichtete die Bowdler-Ausgabe darauf, neuen Text hinzuzufügen, wovor frühere Herausgeber Shakespeares nicht zurückgeschreckt waren.